# ادبیات استونیایی
ادبیات استونیایی به مجموعه آثار نوشته‌شده در زبان استونیایی اشاره دارد. از آنجا که استونی از قرن سیزدهم میلادی تا سال ۱۹۱۸ تحت سلطه پیاپی روسیه، سوئد و آلمان بود، اندک آثاری در این زبان محلی در این دوران خلق شد و تنها در قرن نوزدهم بود که کارهای قابل توجهی در این زبان پدیدار گشت.